# Adapisoriculidae
Gli adapisoriculidi (Adapisoriculidae) sono un gruppo di piccoli mammiferi euteri estinti, di incerta collocazione sistematica. Vissero tra il Cretaceo superiore e l'Eocene inferiore (circa 70 - 50 milioni di anni fa) e i loro resti fossili sono stati ritrovati in Europa, Africa e Asia.

## Descrizione
Questi animali erano di piccola taglia, e dovevano assomigliare a un toporagno attuale. Erano lunghi circa 15 centimetri, e la coda era lunga altrettanto. Di questi animali, tuttavia, sono noti soltanto denti e mandibole. I molari superiori degli adapisoriculidi primitivi (Afrodon e Bustylus) erano semplici e tritubercolari, con una piattaforma stilare ampia ma senza ipocono. I molari inferiori avevano trigonidi grandi e aperti, leggermente più ampi dei talonidi. Forme più derivate, come Adapisoriculus, mostra una tendenza verso la dilambdodontia, con un mesostilo e alcune cuspidi stilari simili a quelle che si trovano nei molari superiori dei marsupiali. Al contrario di questi ultimi, tuttavia, i molari inferiori erano dotati di paraconidi ridotti. Una particolare forma dilambdodonte, Garatherium dell'Eocene del Nordafrica, era stato inizialmente descritto come un marsupiale didelfide.

## Classificazione
La famiglia Adapisoriculidae venne istituita da Van Valen nel 1967 per accogliere Adapisoriculus, una forma di "insettivoro" primitivo descritta inizialmente da Lemoine sul finire dell'Ottocento. Successivamente vennero ascritti a questa famiglia altri generi, tra cui gli europei Bustylus, Remiculus e Proremiculus, e gli africani Afrodon e Garatherium. Il genere Deccanolestes del Maastrichtiano dell'India è stato inoltre attribuito a questa famiglia.
Gli adapisoriculidi sono stati avvicinati in passato agli erinaceomorfi, sulla base di affinità della dentatura, ma sono anche stati considerati euarconti e addirittura marsupiali. Analisi più recenti, tuttavia, dimostrerebbero la loro posizione basale nell'ambito degli euteri (Manz et al., 2015).